# Drumquin
Drumquin är en ort i Storbritannien.   Den ligger i riksdelen Nordirland, i den västra delen av landet, 600 km nordväst om huvudstaden London. Drumquin ligger 81 meter över havet och antalet invånare är 291.
Terrängen runt Drumquin är kuperad söderut, men norrut är den platt. Drumquin ligger nere i en dal. Runt Drumquin är det ganska glesbefolkat, med 23 invånare per kvadratkilometer. Närmaste större samhälle är Omagh, 13,0 km öster om Drumquin. Trakten runt Drumquin består i huvudsak av gräsmarker.